# Mayte Alvarado
Mayte Alvarado Simancas (Badajoz, 1978) es una autora de cómics e ilustradora española.

## Biografía
Estudió Comunicación Audiovisual y trabajó durante un tiempo en productoras audiovisuales, como editora de video y grafista. Contaba con más de 30 años cuando decidió coger los pinceles por primera vez.
En 2012 autoeditó sus primeros fanzines bajo el sello Los ninjas polacos, creado junto al historietista Borja González. Con González y Rui Día fundó posteriormente la editorial El Verano del Cohete, en la que publicó su primer cómic en solitario, E-19 (2015). En esta editorial publicó durante cinco años, tanto sus obras como las de autores afines.
A continuación creó la editorial spiderland/snake, proyecto de publicación de cómic en línea y ediciones limitadas en papel, a fin de seguir dando salida a obras personales. En paralelo a su faceta como editora ha ilustrado libros como La casa de Bernarda Alba (2017) de Federico García Lorca y Escrito al margen (2019) de Juan Frau y ha publicado cómics breves como El barco en el tomo recopilatorio En corto (2018). Asimismo, ha realizado trabajos de ilustración para las revistas GQ, Rockdelux, Jot Down y eme21, entre otras.
El díptico Jardín y Una caja vacía fue publicado originalmente en la edición española de la revista GQ (septiembre y octubre de 2019, coordinado y comisariado por el periodista Álex Serrano) con motivo de su 25 aniversario, en el que imaginaba el futuro masculino. Alvarado también ha colaborado en medios como el diario Ara.
En 2021 publicó La isla, su cómic más extenso y complejo hasta el momento, que confirma sus señas de identidad autorales y un grafismo que combina el acabado pictórico y la exploración expresiva y narrativa del color.
Los trabajos sobre "Gabriele Münter. Las tierras azules" (Astiberri y Museo Thyssen-Bornemisza, 2024) y un cómic biográfico sobre "El pintor Henri Matisse" para la editorial china Sendpoints (2024).

### Proceso creativo
Su método de trabajo es comenzar a crear sin tener un guion cerrado, teniendo una idea conceptual del inicio y final de la obra, pero dejando que este guion surja de manera espontánea a través de un cuaderno de ideas gráficas. La composición la realiza de forma analógica, creando en primer lugar los dibujos. Aunque en la concepción de la idea ya tiene planificado el texto que quiere incorporar, este proceso lo realiza casi al final, con un uso muy estudiado, mostrando en todo momento su preferencia de contar la historia de forma preeminentemente gráfica, sin necesidad de decir en todo momento lo que sienten los personajes o lo que sucede.

## Premios y reconocimientos
- En 2018. Por la obra "El barco". Premio, en el Concurso Nacional de Cómic Biblioteca Insular de Gran Canaria.[11]

- En 2022.[6]Premio a la Autora Emergente de 2021: por su capacidad evocadora.[12] Otorgado por aa Asociación de Críticos y Divulgadores de Cómic de España.[13][14]
- En 2022. Premio Antifaz del Salón del Cómic de València.[15]

- En 2025. Llega al Salón del Cómic de València 2025 con una novedad que no puedes perderte: Gabriele Münter. Las tierras azules (Astiberri y Museo ThyssenBornemisza).[16][17][18]

## Obra
- 2013 - Miss Marjorie. El verano del cohete.  ISBN  9788461671359
- 2014 - Fantasmas. El verano del cohete. ISBN 978-84-942610-2-2
- 2015 - E-19. El verano del cohete. ISBN 978-84-942610-3-9
- 2017 - La casa de Bernarda Alba. Alfaguara clásicos. ISBN 978-84-204-8676-5
- 2018 - Descalzos: los doce apóstoles de México. Extremeños en Iberoamérica.[19][20] Fundación Academia Europea e Iberoamericana de Yuste. ISBN 978-84-948078-3-1
- 2018 - El lago. spiderland/snake.
- 2018 - El barco. En corto
- 2019 - Jardín/Una caja vacía. spiderland/snake

- 2019 - Escrito al margen: anecdotario indiscreto de la vida literaria. Avenauta. ISBN 978-84-949885-0-9
- 2020 - Coordenadas gráficas. Cuarenta historietas de autoras de España, Argentina, Chile y Costa Rica.
- 2021 - La isla. Penguin Random House. ISBN 978-84-18052-05-7
- 2022 - Comics mit akzent: Descubriendo el cómic español. Acción cultural española (AC/E). ISBN 978-84-17265-34-2
- 2024 - Gabrielle Münter.  Las tierras azules.[21] Editorial Astiberri.  ISBN 978-84-19670-97-7